# Birmingham City Women Football Club
Maillots
Birmingham City WFC est une équipe anglaise de football féminin affilié à Birmingham City. Elles jouent sur le terrain de Damson Park, le stade du Solihull Moors FC.

## Histoire
Le club fut fondé en 1968 par un groupe de fans féminines. En 1970 elles rejoignent la Heart of Enlgand League où elles jouent jusqu'en 1973 quand la ligue connaît une restructuration et devient la West Midland Regional League un an plus tard. Durant cette même période, Birmingham connaît ses plus belles heures gagnant cette ligues à cinq reprises dans les années 1970 et 1980.
Les difficultés arrivent dans les années 1990 quand beaucoup de joueuses et de membres du staff quittent le club. On décida alors de créer une Academy pour les jeunes joueuses qui par la suite joueront chez les seniors. 
En 1998-1999 Birmingham est promu dans la nouvelle ligue, Combination League qu'elles remportent accédant directement dans la National Nothern Division, championnat de la conférence nord. Après deux saisons, Birmingham est promu en Premier League, plus haut niveau du football féminin anglais. 
C'est à ce moment-là que les premières joueuses sortent de l'Academy. Laura Bassett devient la première joueuse de Birmingham City LFC formée au club à être sélectionnée en équipe d'Angleterre.
Lors de la saison 2004-2005, Birmingham possède l’une des meilleures joueuses du pays comme Rachel Yankey et Alex Scott, ce qui leur permet de finir quatrième du championnat. Cependant le club connaît des difficultés financières et doit se séparer de quelques joueuses. Lors de la saison 2005-2006 elles terminent sixième.
Grâce à leur deuxième place décrochée en 2011, les Blues découvrent la Ligue des Champions en 2012-2013. Le club est éliminé dès son entrée dans la compétition par le Bardolino Vérone. La saison suivante, après avoir à nouveau atteint la deuxième place en championnat, Birmingham réalise un bon parcours en Ligue des Champions en éliminant notamment Arsenal pour rejoindre les demi-finales, où le club bute sur Tyresö.
En 2016, le club devient officiellement la section féminine du Birmingham City FC.

## Joueuses dans l'effectif
Pour la saison 2022-2023, parmi l'effectif du Birmingham City Women Football Club, se trouvent Harriet Scott, Louise Quinn, Jamie Finn, Christie Murray et Lucy Quinn.

## Palmarès
- Coupe d'Angleterre
  - Vainqueur : 2012
  - Finaliste : 2017
- FA WSL Cup
  - Finaliste : 2011, 2012

## Rivalités
En 2020, Aston Villa est promu en WSL, permettant aux deux équipes de se disputer le derby. Les Blues remportent 1 à 0 le premier derby le 14 novembre 2020.